# Pegfilgrastim
Pegfilgrastim ist ein rekombinanter, PEGylierter humaner Granulozyten-Kolonie stimulierender Faktor (G-CSF), der die Bildung von Leukozyten stimuliert. Durch die PEGylierung hat Pegfilgrastim eine längere Halbwertszeit von 15 bis 80 h als das unPEGylierte Filgrastim (ca. 3,5 h).

## Klinische Angaben
Pegfilgrastim wird oft bei Chemotherapie-induzierter Leukopenie eingesetzt und subkutan injiziert.
Als Nebenwirkungen (NW) können Knochenschmerzen, Kopfschmerzen, grippeähnliche Symptome und Fieber auftreten (s. a.  NW von G-CSF).

## Rechte
2002 trat Roche für 137,5 Millionen USD seine Rechte an Filgrastim und Pegfilgrastim sowie die entsprechenden Vermögenswerte für den Bereich der Europäischen Union, der Schweiz und Norwegen an die US-amerikanische Firma Amgen ab. Dies, nachdem die japanische Tochtergesellschaft von Roche eine Fusion mit der japanischen Chugai Pharmaceutical Co. angekündigt hatte. Chugai vertreibt mit Lenograstim ein Konkurrenzprodukt. 
Nicht betroffen sind Roches Lizenzrechte in den Regionen Osteuropa, Naher Osten, Afrika, Asien und Lateinamerika.

## Handelsnamen
Monopräparate
Neulasta (D, CH), Neupopeg (A)
Biosimilare: Pelgraz (D),  Stimufend (EU)